# Гетти, Пол
Жан Пол Гетти (англ. Jean Paul Getty, 15 декабря 1892, Миннеаполис, Миннесота, США — 6 июня 1976, Гилфорд, Англия, Великобритания) — американский нефтяной магнат и промышленник, один из первых в истории долларовых миллиардеров, учредитель Музея Гетти. Основатель компании Getty Oil Company. 
В 1957 году журнал Fortune назвал его самым богатым американцем, а в Книге рекордов Гиннесса за 1966 год он был признан самым богатым человеком в мире с состоянием в 1,2 млрд долларов США. На момент смерти Гетти в 1976 году его состояние оценивалось в 6 млрд долларов. 
Несмотря на огромное состояние, Гетти был известен крайней скупостью. В 1973 году он в течение пяти месяцев отказывался платить выкуп за 16-летнего внука Пола, похищенного в Риме.

## Биография
Родился в Миннеаполисе, Миннесота в семье нефтяного магната ирландца Джорджа Франклина Гетти и дочери шотландских эмигрантов Сары Кэтрин МакФерсон Ришер, бывших уже в солидном возрасте и к тому же за два года до того потерявших свою единственную дочь Гертруду. 
Закончив Оксфордский университет в 1913 году, Пол начал торговать нефтью в районе Талсы (штат Оклахома) и к 1916 году заработал первый миллион долларов. В том же году его компания переехала в Калифорнию. 
В 1930-е годы Пол Гетти скупил несколько нефтяных компаний, ставших фундаментом его финансовой империи.
После Второй мировой войны Гетти переехал в Англию, в Саттон-Плейс, Суррей. Его дом был окружен крепостной стеной и охранялся целой армией службы безопасности и двадцатью собаками, специально дрессированными для охраны людей.
В 1949 году купил нефтяную концессию в Саудовской Аравии, которая в 1950-е годы стала приносить миллиардные прибыли. В 1957 году Пол Гетти был объявлен самым богатым человеком на Земле. Этот титул он сохранил до самой смерти. В 1968 году Пол Гетти стал миллиардером.
Биографии Жана Пола Гетти посвящён документальный фильм Валентина Зорина из цикла «Владыки без масок» под названием «Жан Пол Гетти — самый богатый в мире» (1969 г.).

## Семья
Пол Гетти говорил, что «длительные отношения с женщиной возможны, только если вы банкрот». Он был женат пять раз:
1. Жаннет Дюмон (1923—1925); один сын Джордж Франклин Гетти II (1924—1973)
2. Аллен Ашби (1926—1928)
3. Адольфина Хелмле (1928—1932); один сын Жан Рональд Гетти
4. Эни Рок (1932—1935); два сына Джон Пол Гетти (1932—2003) и Гордон Гетти (1933)
5. Луиза Дадли (1939—1958); один сын Тимоти Гетти (умер в 12 лет).

Внук Пола Гетти, сын Джона Пола Гетти, Марк Гетти основал компанию Getty Images.

### Похищение внука
В 1973 году был похищен его шестнадцатилетний внук Джон Пол Гетти III, который обосновался в Риме, ведя там богемную жизнь. В течение пяти месяцев Гетти-старший отказывался платить выкуп в размере 17 миллионов долларов, объясняя: «У меня четырнадцать внуков, если я сегодня заплачу один пенни, тогда у меня будет четырнадцать похищенных внуков». Чтобы принудить его уступить, похитители прислали Гетти отрезанное ухо внука вместе с прядью волос. Когда похитители снизили требования до 3 миллионов долларов, миллиардер всё-таки выделил средства на выкуп. Но выделил он только 2,2 миллиона долларов, ещё 800 тысяч он одолжил своему сыну под 4 процента годовых. Когда внук позвонил деду, чтобы поблагодарить его, тот отказался подойти к телефону.
История о похищении Пола Гетти III легла в основу фильма Ридли Скотта «Все деньги мира» и телесериала Дэнни Бойла «Траст».